# Henri de La Ferté-Senneterre
Pour les autres membres de la famille, voir Maison de Saint-Nectaire.
Pour les articles homonymes, voir La Ferté (homonymie), Saint-Nectaire (homonymie) et Senneterre.
Henri II, duc de La Ferté-Senneterre (1599-1681) est un militaire français, maréchal de France en 1651 et gouverneur du duché de Lorraine, occupé par les troupes françaises.

## Biographie

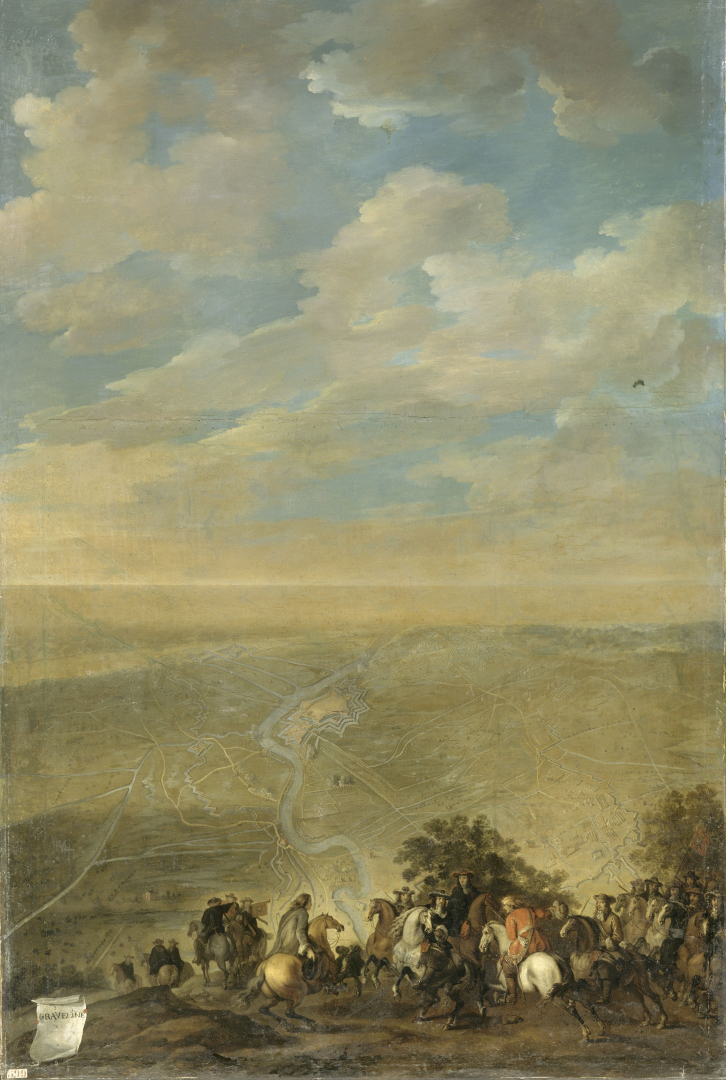
Vue à vol d'oiseau des travaux du siège de Gravelines par le maréchal de La Ferté le 30 août 1658.

Issu d'une vieille famille de la chevalerie auvergnate, il est le fils de l'ambassadeur Henri Ier de La Ferté-Senneterre, ministre d'État, et le petit-fils maternel du maréchal Claude de La Châtre de La Maisonfort. Destiné à la carrière des armes, il combattit pour la première fois sous les ordres de Maurice de Nassau, chef de la révolte des Provinces-Unies protestantes contre la domination de la très catholique Espagne.
De retour dans le royaume de France, le jeune homme se distingua pendant le siège de la cité calviniste de La Rochelle, soutenue par des flottes britanniques, entre septembre 1627 et octobre 1628, par Richelieu pour venir à bout de cette ville, entourée de fortes murailles, rebelle à l'autorité du roi de France. Il était alors capitaine d'un régiment payé par son père.
En 1632, l'armée française envahissait la Lorraine et c'est tout naturellement que La Ferté se retrouva devant Nancy en 1633. Le 25 septembre, Louis XIII et Richelieu pénétraient dans cette ville peuplée de 16 000 habitants qui venait d'être évacuée par le marquis de Mouis et sa garnison lorraine.
Devenu mestre de camp, grade qui correspond au colonel de nos armées contemporaines, à la tête du régiment de La Ferté-Sennectère cavalerie, Henri de La Ferté se couvre de gloire contre les Espagnols à Hesdin le 29 juin 1639, un an après la naissance de Louis XIV. Afin de le récompenser, Louis XIII le nomme maréchal de camp.
Le 19 mai 1643, alors que le roi Louis XIII était mort depuis cinq jours, Henri de La Ferté-Senneterre participa à la victorieuse bataille de Rocroi contre les Espagnols au cours de laquelle il commandait en second l'aile gauche française et reçut quatre blessures.
Son père étant un favori de la reine Anne d'Autriche, régente du royaume de France depuis le décès de Louis XIII, ce vaillant combattant est nommé Gouverneur du duché de Lorraine en 1643 en remplacement du lorrain de Lenoncourt. En 1644, il contrôlait à Nancy vingt-trois compagnies d'infanterie plus une compagnie suisse en ville vieille et sept compagnies d'infanterie en ville neuve. À ces troupes, s'ajoutait la cavalerie.
Lieutenant général depuis 1648, il reste fidèle à Anne d'Autriche et à Mazarin pendant la Fronde, cette guerre civile qui déchira la France de 1648 à 1652. Turenne et l'archiduc Léopold menaçant Reims, il fut envoyé en août 1650 pour défendre la ville et celle de Châlons. Si La Ferté intervint de façon brutale pour rétablir la discipline chez ses soldats qui se livraient facilement au pillage, lui-même ne s'imposa aucune limite et vécut abusivement sur le pays. Il est vrai qu'en ces temps troublés, ses gages de 18000 livres n'étaient pas toujours payés dans les temps.
En 1651, il est intronisé maréchal de France le 5 janvier 1651 en plus de former la même année le régiment de La Ferté-Senneterre.

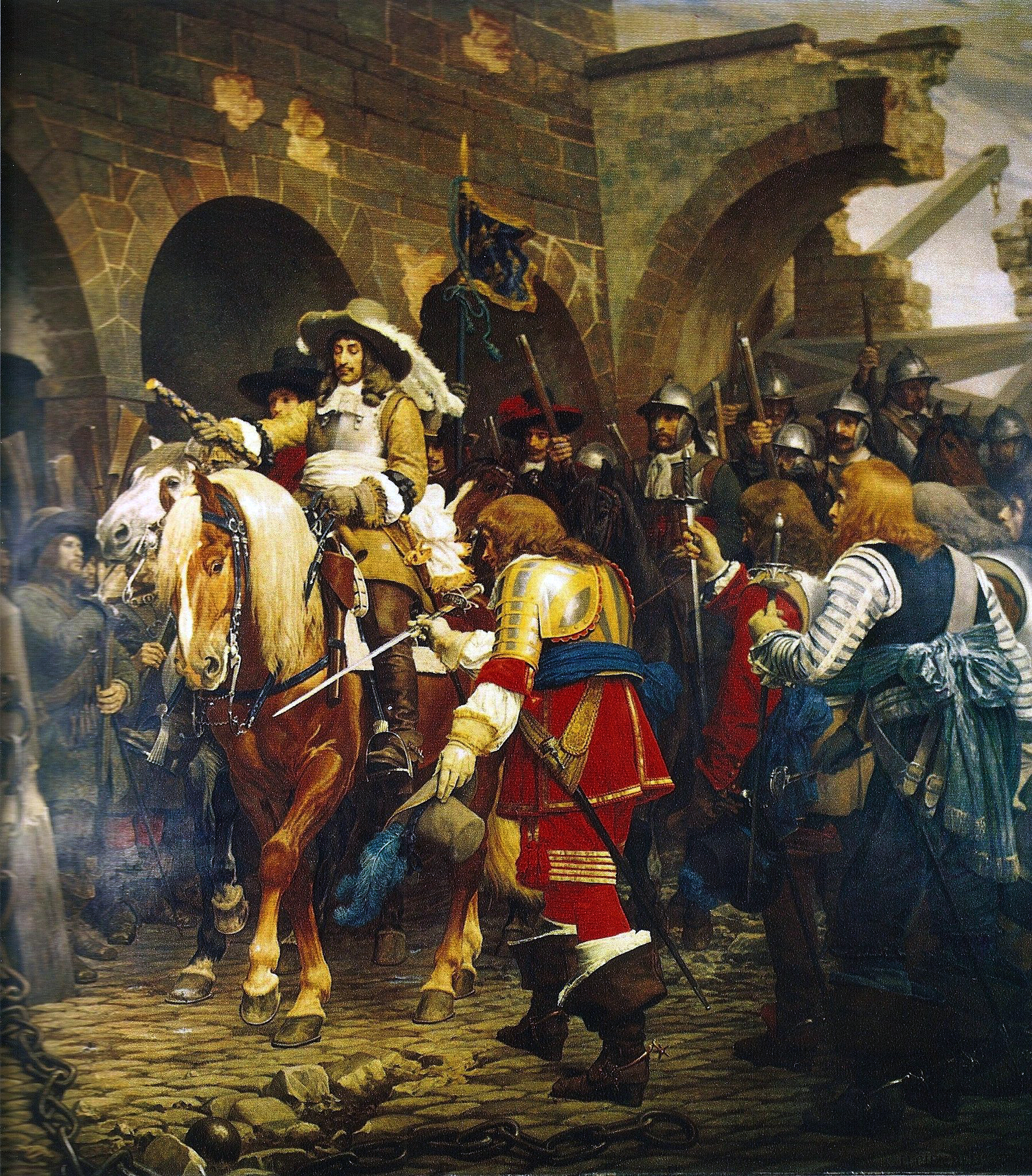
Le Maréchal de la Ferté s'emparant de Belfort défendu par la comte de La Suze en 1654.

En octobre 1653, La Ferté entreprend le siège de Belfort défendu par le comte de La Suze et s'en empare le 23 février 1654.
Fait prisonnier à Valenciennes en 1656, il vit sa rançon payée par Louis XIV.
En récompense des bons et loyaux services de son titulaire, le marquisat de La Ferté-Senneterre fut élevé à la dignité de duché-pairie par Louis XIV en novembre 1665.
Le vieux maréchal mourut le 27 septembre 1681.

## Vie familiale

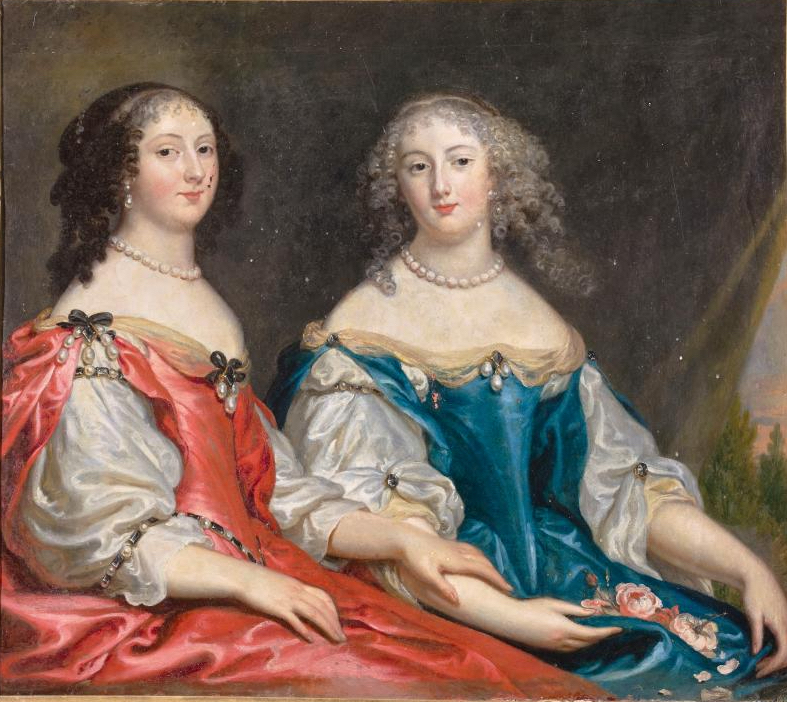
Portraits de Magdeleine d'Angennes, épouse de Henri, maréchal-duc de La Ferté-Senneterre, et de Catherine Henriette d'Angennes, épouse de Louis de La Trémoïlle, comte d'Olonne.

Il avait épousé en premières noces Charlotte de Bauves, fille de Henri des Boves, baron de Contenant, maréchal de camp et conseiller d'État, et de Philippe de Chateaubriand.
En secondes noces, il épousa, le 25 avril 1655, Madeleine d'Angennes, dame de La Loupe, fille de Charles d'Angennes, seigneur de La Loupe, baron d'Ambreville, et de Marie du Raynier, sœur de Catherine Henriette d'Angennes avec qui on la trouve représentée dans la tour dorée du château de Bussy-Rabutin. Madeleine eut un enfant de Charles-Paris d'Orléans, duc de Longueville. Ensemble, ils eurent :
- Henri-François (23 janvier 1657 † 1er août 1703), duc de La Ferté-Senneterre, Lieutenant-général et pair de France ;
- Louis (2 juin 1659 † 7 mai 1732), seigneur de La Loupe, prêtre jésuite ;
- Catherine Henriette (mars 1662 † ), épouse de François de Bullion, marquis de Longchesnes ;
- Hannibal Jules (6 août 1665 † 1702), abbé de Saint-Jean-d'Angély ;
- Cécile Adélaïde (2 octobre 1673 † 14 janvier 1720), épouse de Louis César, marquis de Rabodanges.

## Armoiries
| Figure | Blasonnement                                      |
|        | D'azur, à cinq fusées d'argent, rangées en fasce. |

## Mémoire
La municipalité de Senneterre au Québec a hérité de son nom en l'honneur du régiment de La Ferté-Senneterre, renommé régiment de La Salle. Plus tard, en 1756, le 2e bataillon de ce régiment servi sous le Général Montcalm à la bataille de Fort Carillon et à la prise du Fort Oswego.

## Source
- Manuel Bazaille : "1643 : Le retour d'Attila"; La Revue Lorraine Populaire; no 180; octobre 2004.